# Charles Annez de Zillebeke
Charles-Alexandre Annez de Zillebeke, né à Bruxelles le 19 décembre 1792 et mort à Kruibeke le 5 septembre 1850, est un militaire et homme politique belge.

## Biographie
Charles-Alexandre Annez de Zillebeke est le fils de  Charles Emmanuel Alexandre Annez de Zillebeke et de Caroline Thérèse de Jonghe.

## Fonctions et mandats
- Membre du Congrès national : 1830-1831